# Damjan Ošlaj
Damjan Ošlaj, slovenski nogometaš in trener, * 25. avgust 1976.
Ošlaj je nekdanji branilec, za slovensko reprezentanco je zaigral na eni tekmi.